# Sengletus
Sengletus Tanasevič, 2008 è un genere di ragni appartenente alla famiglia Linyphiidae.

## Distribuzione
Le due specie oggi note di questo genere sono state rinvenute in Iran, Egitto e Israele.

## Tassonomia
Per la determinazione delle caratteristiche della specie tipo sono tenute in considerazione le analisi sugli esemplari di Sengletus longiscapus Tanasevič, 2008.
Dal 2012 non sono stati esaminati esemplari di questo genere.
A dicembre 2012, si compone di due specie:
- Sengletus extricatus (O. P.-Cambridge, 1876)[3] — Egitto, Israele, Iran
- Sengletus latus Tanasevič, 2009 — Iran

### Sinonimi
- Sengletus longiscapus Tanasevič, 2008; posta in sinonimia con S. extricatus (O. P.-Cambridge, 1876) a seguito di un lavoro degli aracnologi Bosmans & Gavish-Regev, 2012[1].